# Mathias Beche
Mathias Beche (Ginebra, 28 de junio de 1986) es un piloto de automovilismo suizo, destacado en las carreras de resistencia.

## Carrera deportiva
Después de varios años de karting, Mathias Beche cambió a monoplazas en Asia en 2007. Subcampeón de Fórmula Renault Asia 2.0 al año siguiente, cambió a la resistencia en 2009. Al año siguiente participó en varias carreras en diferentes campeonatos de resistencia, incluido el Campeonato Europeo de FIA GT3. Ganó los 1000 km de Spa-Francorchamps 2011 en la categoría LMP2, así como las 6 Horas de Estoril 2011, lo que le permitió terminar cuarto en las Le Mans Series en LMP2, junto a sus compañeros Pierre Thiriet y Jody Firth.
En 2012 ganó las 6 Horas de Le Castellet y la Petit Le Mans, y por tanto ganó la temporada 2012 European Le Mans Series, conformada por solo tres carreras. El mismo año, Beche terminó segundo en la clase LMP2 en las 24 Horas de Le Mans. En 2013, participó en las European Le Mans Series con el equipo Thiriet by TDS Racing, y en el Campeonato Mundial de Resistencia de la FIA con Rebellion Racing, ganó dos carreras en ELMS y terminó quinto en el campeonato mundial. En 2014, junto con Nicolas Prost y Nick Heidfeld, ganó el Trofeo de Pilotos de Equipos Privados LMP1 y terminó décimo en la general. También consiguió dos victorias en su categoría en las Asian Le Mans Series.
En 2015, se pierde las dos primeras carreras de la temporada, al igual que Rebellion Racing, pero sale desde las 24 Horas de Le Mans. Al año siguiente, logra el subcampeonato de ELMS junto a Pierre Thiriet, logrando tres victorias en la temporada. Beche logra su primera victoria en el campeonato mundial en las 6 Horas de Silverstone 2018 compitiendo para Rebellion con Gustavo Menezes y Thomas Laurent, tras la descalificación de los dos Toyota que habían dominado la competencia. Antes de eso, terminaron terceros en las 24 Horas de Le Mans.
Tras varios años fuera de la categoría, Beche retomó a la ELMS en 2022, nuevamente con TDS.

## Palmarés
- Subcampeón de Fórmula Renault Asia 2.0 en 2008.
- Campeón en las European Le Mans Series en 2012.
- Ganador del Trofeo de Pilotos de Equipos Privados LMP1 en 2014.